# Aldona Staponkienė
Aldona Staponkienė (*  3. September 1949 in Salovartė, Rajongemeinde Varėna) ist eine litauische Politikerin.

## Leben
Nach dem Abitur 1967 an der Mittelschule Varėna absolvierte sie 1972 das Diplomstudium der Rechtswissenschaft an der Vilniaus valstybinis universitetas.
Von 1972 bis 1994 arbeitete sie im Innenministerium der UdSSR und im Innenministerium Litauens. Sie wurde zum  Oberstleutnant befördert. Seit 1994 ist sie Rentnerin. Von 1994 bis 1997 war sie Juristin bei AB „Vakarų bankas“, von 1997 bis 2004  Departamentsdirektorin bei UAB „Vakarų Lietuvos pramonės ir finansų korporacija“, 2004  Direktorin bei UAB „Naftos gavyba“. Von 2004 bis 2008 war sie Mitglied im Seimas.
Ab 2000 war sie Mitglied der Valstiečių ir Naujosios demokratijos partijų sąjunga, ab 2005 der Lietuvos valstiečių liaudininkų sąjunga.
Sie ist verheiratet und hat zwei Kinder.